# Verwaltungsgemeinschaft Geratal/Plaue
De Verwaltungsgemeinschaft Geratal/Plaue is een gemeentelijk samenwerkingsverband van vijf gemeenten in het landkreis Ilm-Kreis in de Duitse deelstaat Thüringen.

## Geschiedenis
Op 1 januari 2019 werd de gemeente Geraberg afgescheiden van het samenwerkingsverband om op te gaan in de op die dag gevormde gemeente Geratal. Neusiß ging op in de gemeente Plaue, die werd opgenomen in het verband, waarvan de naam werd veranderd van Geratal naar Geratal/Plaue.  Het bestuurscentrum bevindt zich in nog altijd in Geraberg.

## Deelnemende gemeenten
De volgende gemeenten maken deel uit van de Verwaltungsgemeinschaft:
- Angelroda
- Elgersburg
- Martinroda
- Plaue (stad)